# Mary Somerville
Mary Fairfax Somerville (Jedburgh, 26 december 1780 - Napels, 28 november 1872) was een Schotse schrijfster van wetenschappelijke boeken en een uomo universale. Ze bestudeerde wiskunde en astronomie.
Ze kreeg onderwijs in Frans, rekenen, gevolgd door informele lessen in geografie en astronomie. Na de dood van haar zus werd haar verboden verder te leren. In 1804 trouwde ze met haar verre neef Samuel Greig, die in Londen woonde, en hoefde ze niet meer in het geheim te studeren al had haar echtgenoot niet veel met haar studies op. Na diens overlijden in 1807 besloot ze terug te keren naar Schotland en kon ze dankzij de erfenis haar wetenschappelijke interesses najagen. In 1812 trouwde ze met een andere neef, William Somerville, die haar stimuleerde in haar onderzoek.
In 1835 werd ze samen met Caroline Herschel benoemd tot eerste vrouwelijke leden van de Royal Astronomical Society. Ze ondertekende de onsuccesvolle petitie van John Stuart Mill voor vrouwenstemrecht.

## Vertalingen en boeken
Haar vertaling van Mécanique Céleste van Laplace naar The Mechanisms of the Heavens  maakte haar in een klap beroemd. Ze zei hierover Ik vertaalde het werk van Laplace van algebra in gewone taal. Zelf schreef ze de boeken The Magnetic Properties of the Violet Rays of the Solar Spectrum (1825), A Preliminary Dissertation on the Mechanisms of the Heavens (1832), On the Connection of the Physical Sciences (1834), Physical Geography (1848), die tot in het begin van de 20ste eeuw gebruikt werd als leerboek, en Molecular and Microscopic Science (1869).
Haar discussie van een mogelijke planeet die de baan van Uranus verstoorde in de zesde editie van het boek On the Connection of the Physical Sciences (1842), leidde ertoe dat John Couch Adams de zoektocht naar deze planeet begon en Neptunus ontdekte.
De Somerville College Library van de Universiteit van Oxford beheert een grote collectie van boeken en aantekeningen van Somerville. De collectie wordt echter bewaard in de Bodleian Library.

## Naar haar vernoemd

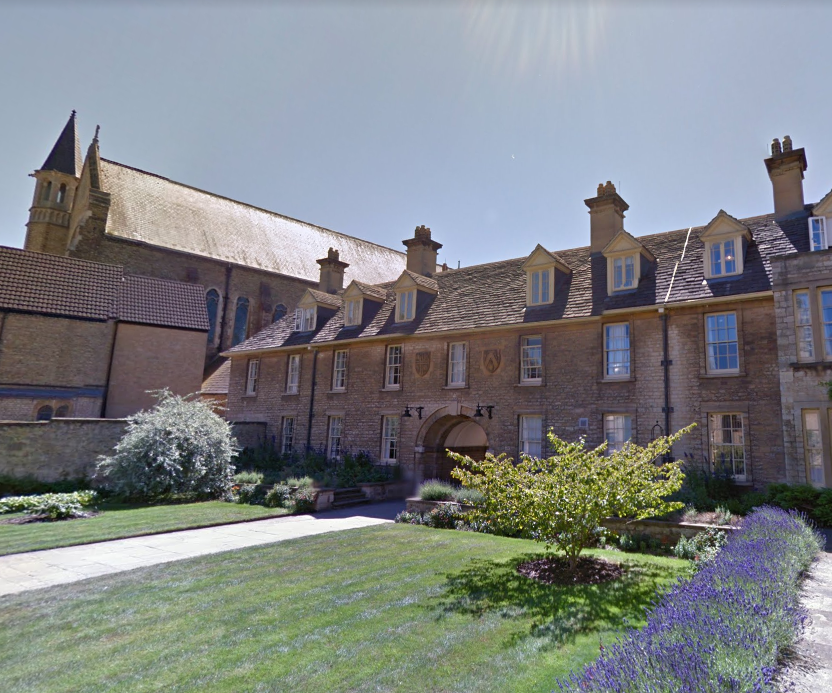
Somerville College, Oxford

- Somerville College van de Universiteit van Oxford, een krater op de maan, een eiland in Straat Barrow

## Bankbiljet
In 2017 zal de Royal Bank of Scotland een bankbiljet van £10 met haar beeltenis uitgeven.